# 57新聞王
《57新聞王》（News King）是臺灣東森財經新聞台製作的談話性節目，採錄影播出。現任主持人為陳明君。曾於2014年10月17日開播，2018年4月13日停播，由徐俊相主持。2020年2月22日，節目恢復播出，由張予馨主持，並調整為每週六22:00至23:00播出，2022年4月9日再次停播。2023年1月3日再次復播，改為每周一至週五19:00-20:00播出，現由巫嘉芬主持

## 歷任主持人
- 第一任：徐俊相（2014年10月18日-2017年10月27日）
- 第二任：徐俊相、廖廷娟（2017年10月30日-2018年4月13日）
- 第三任：劉芯彤（2020年2月22日-2021年5月15日）
- 第四任：廖廷娟（2021年5月22日-2021年8月21日）
- 第五任：張予馨（2021年8月28日-2022年4月9日）
- 第六任：陳明君、李家名（2023年1月3日-2024年3月1日）
- 第七任：巫嘉芬（2024年3月4日-2024年5月3日）（現任）

## 大事記
- 2014年10月17日，節目開播，時段為週一至週五22:00至23:00，由徐俊相主持。
- 2018年起，節目加入廖廷娟搭檔主持。
- 2018年4月13日，因應節目時段調整停播，原主持人徐俊相改主持《57爆新聞》。
- 2020年2月22日，節目重新復播，並由劉芯彤主持。
- 2021年5月22日起，節目改由廖廷娟主持
- 2021年8月28日起，節目改由張予馨主持

## 節目性質
2014年開播時，節目口號主打「徐俊相帶你挖真相」，討論時事、政治、社會、財經等新聞議題及爭議事件，並邀請來賓加入討論，有時亦會加入正方來賓及反方來賓辯論，曾因張淑晶事件爆紅，節目收視率看漲。
2020年二次復播，節目走向由時事討論，轉變為八卦節目。節目口號主打「內幕秘辛不漏網」，並討論八卦、懸案、風水等議題，並邀請來賓加入討論。

## 節目開場白
- 巫嘉芬：歡迎收看57新聞王，我是嘉芬。

## 張淑晶事件
2015年3月4日，有房客向媒體投訴遇到租屋糾紛，房客租滿後欲退租，但房東張淑晶索賠10萬元。隨後其他房客出面，引發討論熱潮。3月9日，張淑晶於本節目首度回應房客的指控與爭議，並與來賓參與討論。3月11日，節目推出「租屋版分手擂台」，邀請張淑晶及其房客於節目上對峙。隨後張淑晶上節目的時段，都在PTT引起網友熱烈討論，收視率與知名度看漲。
7月1日，張淑晶到台北地檢署提告，指稱4月8日《57新聞王》的播出內容中，稱她連4歲兒童都要告。11月12日，台北地檢署檢察官無法確認控訴對象，將該案簽結。

## 外部連結
- 57新聞王｜東森財經新聞 （页面存档备份，存于）
- 57新聞王的Facebook專頁
- YouTube上的57新聞王頻道

## 節目的變遷
| 東森財經新聞台 星期一至星期五 22:00-23:00     | 東森財經新聞台 星期一至星期五 22:00-23:00   | 東森財經新聞台 星期一至星期五 22:00-23:00                                     |
| --------------------------------------------- | ------------------------------------------- | ----------------------------------------------------------------------------- |
|                                               | 57新聞王 （2014年10月17日 - 2018年4月13日） |                                                                               |
| —                                             | —                                           |                                                                               |
| 星期六 22:00-23:00                            |                                             |                                                                               |
| —                                             | 57新聞王 （2020年2月22日 - 2020年10月10日） | —                                                                             |
| 星期六 23:00-00:00                            |                                             |                                                                               |
| —                                             | 57新聞王 （2020年10月24日 - 2022年4月9日）  | —                                                                             |
| 週一至週五 21:00-22:00                        |                                             |                                                                               |
| 這！不是新聞 （2019年5月27日-2022年12月30日） | 57新聞王 （2023年1月3日-2023年1月17日）     | —                                                                             |
| 週一至週五19:00-20:00                         |                                             |                                                                               |
| 57爆新聞 （2020年7月20日-2023年1月17日）      | 57新聞王 （2023年1月30日-2024年5月3日）     | 東森財經晚報 （2024年5月6日-2024年5月10日） 理財達人秀 （2024年5月13日-至今） |